# Temperatura de vaporización
Se llama temperatura o punto de vaporización a la temperatura mínima necesaria para que
En los líquidos no inflamables es la temperatura a la que esos líquidos pasan a ser vapor.
El calor necesario para alcanzar la temperatura de vaporización sigue la fórmula: Qc = mCD t, donde C es el calor específico de la sustancia en estado líquido.